# Pitagorejci
Pitagora je bil starogrški matematik, filozof in mistik. O njem se ne ve veliko, saj je bila večina razpoložljivih virov in informacij zapisanih šele nekaj stoletij po njegovi smrti, večina teh informacij pa je tudi sila nezanesljivih. Rodil se je okoli leta 570 pr. n. š. na otoku Samosu, v vzhodnem delu Egejskega morja. Veliko naj bi potoval, saj je po besedah Herodota svojo mladost preživel v Babilonu, Egiptu in Perziji, svojo mladost naj bi namenil spoznavanju različnih kultur in nabiranju znanja. Po vrnitvi na rodni otok, pa je Pitagora kmalu od tam tudi odšel zaradi vladavine tirana Polikrata. Šel je v južno Italijo – Magno Graecijo v mesto Kroton, kmalu po njegovi naselitvi leta 529 pr. n. št. je tam okoli sebe zbral bratstvo ljudi, nekakšno sekto, ti so sledili obredom in običajem, ki jih je razvil Pitagora sam, proučevali so njegove filozofske teorije ter se udeleževali njegovih predavanj. Po ustanovitelju in začetniku se je gibanje poimenovalo Pitagorejstvo. Združba je aktivno sodelovala v mestni politiki, kar pa je s časoma privedlo do njihovega padca in propada, njihova zbirališča so bila požgana, Pitagora pa je bil primoran od tam zbežati. Umrl naj bi v Metapontumu okoli leta 495 pr.n.št. Tekom svojega življenja je ključno pripomogel k razvoju filozofije v poznejšem 6.stol pr. n. št. Cenjen je predvsem kot veliki matematik, mistik in znanstvenik, najbolj je prepoznan po svojem Pitagorovem izreku (čeprav obstaja velika verjetnost, da sam ni avtor tega izreka). Njegovo delo je izmed vseh pomembnih predsokratikov najbolj zamegljeno in nejasno. Asketsko življenje znotraj njegove filozofske šole je pripeljalo tako daleč, da nova odkritja niso bila pripisana avtorju, ampak celotni skupini oz. šoli. Zaradi tega in zaradi zelo malo ohranjenih zgodovinskih virov je tako zelo težko natančno določiti komu pripadajo določene trditve, definicije in nazori, ki so nastali znotraj pitagorejstva. Celo lastne definicije so pripisali svojim učiteljem, rekoč »Autos efa.«, (on je tako rekel). Pitagorejci so se ukvarjali z matematiko, filozofijo, astronomijo, medicino in celo z glasbo. Vendar njihova šola ni bila samo šola, bila je način življenja, življenja v skupnosti, izolirani od ostalega sveta. Skrivnosti so si delili le med seboj, na ta način so hoteli preprečiti, da bi se do njihovih spoznanj in raznih ugotovitev dokopali njihovi nasprotniki. Pitagorove ideje so imele velik vpliv na Platona in posredno preko njega tudi na poznejše filozofe.